# Jüdischer Friedhof (Krásná Lípa)
Koordinaten: 50° 5′ 52″ N, 12° 38′ 43,8″ O

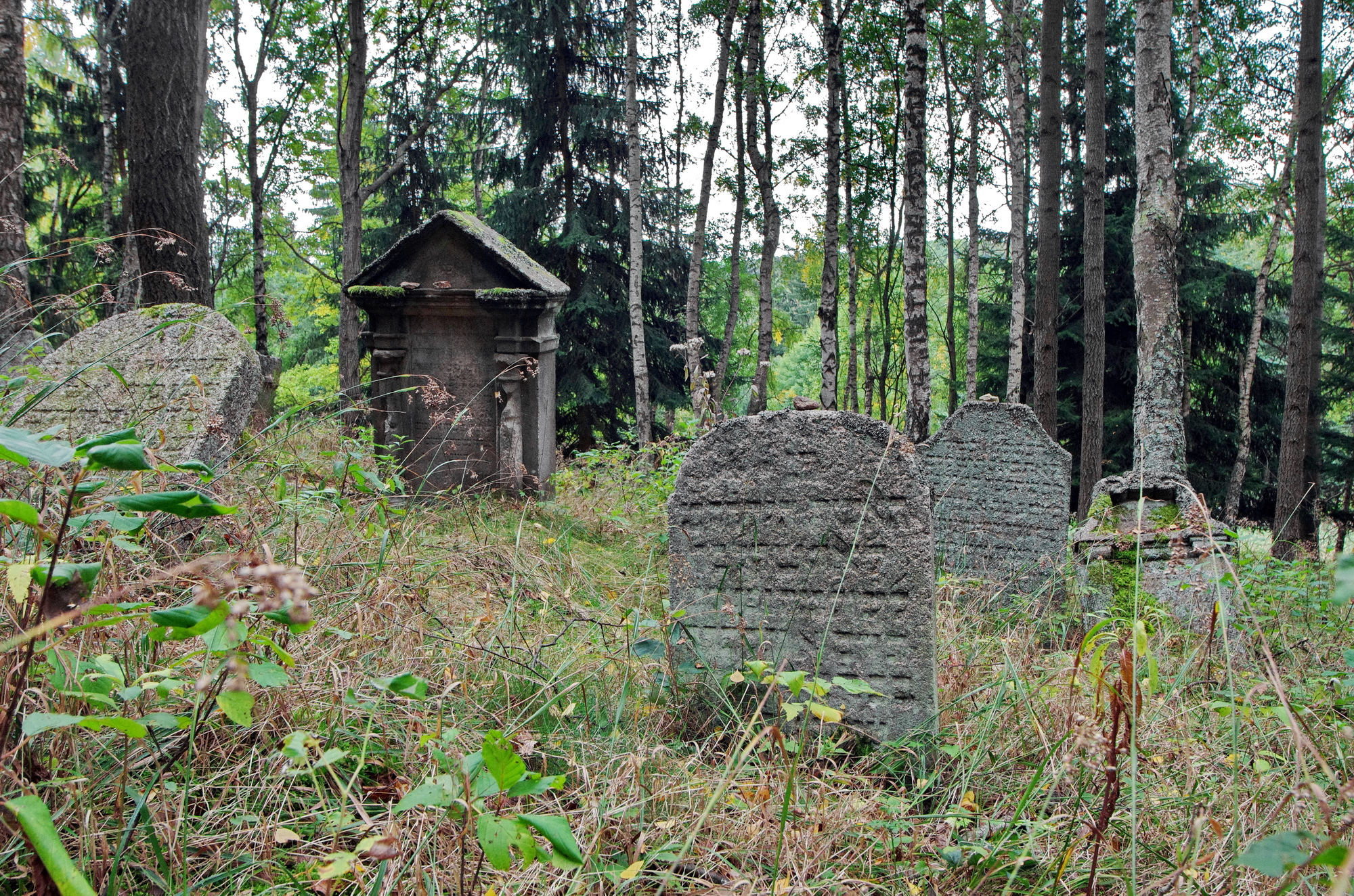
Jüdischer Friedhof in Krásná Lípa

Der Jüdische Friedhof in Krásná Lípa (deutsch Schönlind), einem Ortsteil der tschechischen Gemeinde Rovná u Sokolova im Okres Sokolov der Region Karlovarský kraj, wurde vermutlich im 19. Jahrhundert angelegt. 
Der älteste Grabstein auf dem jüdischen Friedhof stammt aus dem Jahr 1784.